# Entirely Good
Entirely Good è l'album di debutto della cantante slovacca Zuzana Smatanová, pubblicato l'8 settembre 2003 su etichetta discografica Epic Records.

## Tracce
1. Entirely Good – 4:14
2. Forth with a Fortune – 3:07
3. Depraved – 3:24
4. Sorry to My Brother – 3:53
5. Tam kde sa neumiera – 3:54
6. Personal – 4:25
7. Ak sa dá – 3:38
8. Angry – 3:32
9. It's Kind – 2:49
10. Nothing for Me – 3:19
11. Refusing – 3:39
12. Half an Hour – 3:48
13. The Youth of Mine – 4:33